# Trận chiến Qamdo
Trận chiến Qamdo, hoặc được gọi chính thức tại Trung Quốc là Giải phóng Qamdo, là một chiến dịch quân sự của nước Cộng hòa Nhân dân Trung Hoa (PRC) với Tây Tạng trên thực tế là độc lập tại Qamdo sau nhiều tháng đàm phán thất bại. Mục đích của chiến dịch là để đánh bại quân đội Tây Tạng tại Qamdo, làm mất tinh thần chính phủ Lhasa, và do đó gây áp lực đủ để đại diện Tây Tạng phải đồng ý tham dự cuộc đàm phán ở Bắc Kinh và ký các điều khoản công nhận chủ quyền của Trung Quốc đối với Tây Tạng. Chiến dịch này dẫn đến việc chiếm giữ Qamdo và các cuộc đàm phán tiếp theo giữa Trung Quốc và các đại diện của Tây Tạng, cuối cùng dẫn đến sự Hợp nhất Tây Tạng vào Trung Quốc.